# Diamante nero
Diamante nero (Bande de filles) è un film del 2014 scritto e diretto da Céline Sciamma.

## Trama
Marieme vive i suoi sedici anni come una successione di divieti imposti dalla società: l'attitudine sessista del quartiere, la legge dei maschi, la scuola davanti a sé come un vicolo cieco. Presto, l'incontro con altre tre ragazze cambierà tutto ciò. La protagonista inizia ad utilizzare lo pseudonimo di Vic ed entra in una banda di quartiere tutta al femminile; un'esperienza che permetterà a Marieme di vivere in libertà e di trovare un'identità al di fuori delle imposizioni sociali.

## Produzione
La regista ha spiegato che il processo di selezione del cast principale ha richiesto un lungo periodo di ricerche (circa quattro mesi) durante il quale la direttrice del casting Christel Baras (già impegnata nel medesimo ruolo in Naissance des pieuvres e Tomboy) insieme a due assistenti si è rivolta invano ad agenzie di attrici e modelle, che tuttavia hanno presto abbandonato a causa della mancanza di artiste di colore. Il team ha in seguito deciso di cercare i volti del film cercando tra studentesse delle scuole superiori e corsi teatro; infine - come ha rivelato la filmmaker - le protagoniste di Bande de filles sono state selezionate a partire da incontri casuali avvenuti per le strade di Parigi, in seguito ai quali Baras ha proposto alle personalità più interessanti di partecipare al casting.
Sciamma ha più volte dichiarato la propria passione per le serie televisive americane, tra cui Friday Night Lights, che racconta le vicende di una squadra di football di un liceo texano. Un riferimento al telefilm è presente nella scena iniziale, in cui un gruppo di ragazze è impegnato nel gioco del football americano. Oltre al riferimento televisivo-seriale, un'altra possibile influenza sarebbe potuta provenire dall'allora compagna della regista, Adèle Haenel, fondatrice di una squadra di football femminile durante l'adolescenza. L'attrice è citata tra i ringraziamenti nei titoli di coda.
Una delle scene maggiormente apprezzate è quella in cui Lady, una delle quattro protagoniste, inizia a cantare in una stanza d'albergo Diamonds, nota canzone della cantante statunitense Rihanna. Sciamma ha poi raccontato che per ottenere i diritti per l'utilizzo del brano ha dovuto sottoporre all'analisi della popstar e del suo team materiale visivo della pellicola che nel frattempo aveva già iniziato la sua produzione.

### Critica Italiana
La critica italiana si è espressa in modo molto positivo nei confronti del film. Roberto Nepoti su la Repubblica.it parla di «film profondamente politico, oltre e al di sopra di ogni programmatico "messaggio".». Michele Faggi sulla rivista indie-eye.it dice che «Diamante nero è un film dal grande fascino poliritmico che prima ancora di dirci come dovrebbe essere la realtà, ne racconta l'urgenza politica con tutta la gamma di contrasti, tra incontenibile forza vitale e angosciante incertezza». Pietro Bianchi su Cineforum dice che «in questo accattivante e coinvolgente romanzo di formazione in cui veniamo catapultati, il nostro sguardo diventa quello delle ragazze». Fabiana Sargentini su Close-up parla di  «Belle immagini. Scelta di tonalità blu dominante nella fotografia. Regia sapiente»

## Riconoscimenti
- Philadelphia Film Festival
  - Special Jury Prize
- San Sebastián International Film Festival
  - TVE Another Look Award
- Stockholm International Film Festival
  - Bronze Horse for Best Film
  - Best Cinematography (Crystel Fournier)
- Prix Lumières
  - Prix spécial de l'Académie des Prix Lumières[6]